# روفینو
روفینو (به اسپانیایی: Rufino) یک منطقهٔ مسکونی در آرژانتین است که در بخش خنرال لوپز واقع شده‌است. روفینو ۱٬۰۲۱ کیلومتر مربع مساحت و ۱۸٬۹۸۰ نفر جمعیت دارد و ۱۱۳ متر بالاتر از سطح دریا واقع شده‌است.